# 中村果蓮
中村 果蓮（なかむら かれん、2001年（平成13年）12月11日 - ）は、日本のアイドル。26時のマスカレイドの元メンバー。滋賀県出身。プラチナムプロダクション所属。

## 経歴

### アイドル
2019年12月 - アイドルグループ 26時のマスカレイド 新メンバーオーディションに参加（MixChannel配信審査など）
2020年6月21日 - 26時のマスカレイド最終審査ライブ後にオーディション合格が発表され同日加入が決定する。応募総数約2000人の中から1人合格。（オーディションは当初3月が最終審査の予定だったが、コロナ禍になり6月に延期された） 
2020年6月25日 - メディア初出演 NIKKEIラジオiNEWS 。
2020年7月19日 - 26時のマスカレイド配信ライブにてお披露目
2020年10月28日 - 26時のマスカレイド定期公演ライブでファンの前で初めてのパフォーマンス
2022年10月30日 - 東京国際フォーラムホールAにて行われた「26時のマスカレイドLASTLIVE curtaincall」をもって26時のマスカレイドは解散し、アイドル活動を終えた。

### モデル
2023年5月2日 - クックパッドライブ「中村果蓮SPクッキング」配信出演
2023年6月12日 - 中村果蓮オフィシャルファンクラブプレサイト開設。
2023年6月24日 -　陸上競技Webメディア「月陸ONLINE」
2023年6月28日～ - クックパッドライブ「21時のおつかれんゴハン」配信レギュラー出演
2023年8月 - 中村果蓮×KANGOL BEAUTY コラボグッズ発売

2023年9月13日 - 中村果蓮オフィシャルファンクラブ『かくれんぼ』開設。
2023年10月 - 中村果蓮×LIVERTINEAGE コラボグッズ発売
2023年10月 - 地上波CM出演(東京ディズニー2023クリスマスシーズン)
2023年11月25日 - 1st写真集『かれんもよう』お渡し会大阪（TSUTAYA EBISUBASHI）
2023年11月26日 - 1st写真集『かれんもよう』お渡し会東京（ソフマップAKIBA）
2023年11月30日 - ASCII.jp WEB（1st写真集『かれんもよう』）
2023年12月16日 - 中村果蓮生誕イベント（モデル活動として初） 
2023年12月17日 - 1st写真集『かれんもよう』お渡し会東京（タワーレコード錦糸町パルコ店）
2024年2月 - ミュージックビデオ出演・春茶「Q&A」
2024年2月 - 1st写真集『かれんもよう』お渡し会東京（2/11タワーレコード錦糸町パルコ店、2/22タワーレコード池袋PARCO店）
2024年3月 - タップルWEB広告
2024年6月23日 - 中村果蓮スペシャルイベント～おいでよ果蓮のひみつきち～
2024年7月20日 - ファンクラブ限定イベント「あつまれ果蓮とBBQ！」
2024年8月 - 中村果蓮×LIVERTINEAGE コラボグッズ第2弾(クッションとアクセサリー)
2024年9月 - KIMONO LARME 振袖アルバムBABYBLUE（オンラインマガジン）
2024年12月 - 「中村果蓮 Birthday Party 2024」＆「かれんのトモダチコレクション」開催
2024年12月 - ＣＭ出演 キャンメイク「笑う顔にはぷくきたる篇 2025」
2025年1月 - 舞台「夢のかけらを歌に乗せたら」出演（初舞台）
2025年4月 - ファンクラブ限定イベント「かれんのあそびば〜ボウリング大会〜」
2025年4月〜 - ファッションモデル emsexcite(エムズエキサイト)

## 人物
26時のマスカレイド加入とともに滋賀県から上京。
特技 - 津軽三味線
趣味 - 音楽鑑賞、ヘアメイク
好きなキャラクター - ドラえもん
学生時代の部活 - 陸上部
初めて買ったCDはAKB48「永遠プレッシャー」。
2022年4月にグループ解散の気持ちを聞かれ「大好きなメンバーとラストを迎えられるのがうれしいしありがたい」と発言している。
2022年10月所属していたアイドルグループ26時のマスカレイド解散後は、2023年6月からモデルとして活動

## 作品

### 写真集
- 中村果蓮1st写真集『かれんもよう』（2023年11月25日、トランスワールドジャパン）ISBN 978-4862563774[27][28][29]

## 出演

### テレビ番組
- 「26時“ちょい前”のマスカレイド」（2020年2月21日（20日深夜）、日本テレビ、Hulu）
- 「君の名前を好きって書いた」(2020年10月11日 - 12月6日、CS日テレプラス)　- 大宮有薫 役

### ラジオ
- 「ラジオiNEWS」（ラジオNIKKEI 第1）

### 舞台
- 夢のかけらを歌に乗せたら（2025年1月8日 - 11日、新宿村LIVE）[30]

### 配信
- 「TOKYOIDOL発掘中」（毎月最終金曜日、 ニコニコ生放送（～2022年10月30日）
- クックパッドライブ「21時のおつかれんゴハン」配信レギュラー(2023年6月28日～2024年4月15日)

### ＣＭ
- 東京ディズニーランド「クリスマスシーズン」（2023年10月）
- タップル（2024年3月）
- キャンメイク「笑う顔にはぷくきたる篇」（2024年12月）

### ミュージックビデオ
- 春茶「Q&A」（2024年2月）

## 書籍

### 雑誌
- MARQUEE Vol.141（星雲社）
- TopYellNEO 2020 AUTUMN（竹書房）
- TopYellNEO 2021 SPRING（竹書房）
- bltgraph. vol.70 2021 MID-AUGUST（東京ニュース通信社）
- bltgraph. vol.71 2021 SEPTEMBER（東京ニュース通信社）
- bltgraph. vol.72 2021 OCTOBER（東京ニュース通信社）
- 20±SWEET トゥエンティスウィート 2022 JANUARY（東京ニュース通信社）
- EX大衆 2022年2月号（双葉社）
- PEACECOMBAT #48 MAY 2022（トランスワールドジャパン) - Peel the Appleの山崎玲奈と表紙を飾る
- EX大衆 2022年4月号（双葉社）
- WeddingSelection 2022年4月21日（トランスワールドジャパン）
- IDOL FILE Vol.24 LOLITA&GOTHIC（シンコーミュージックエンタテイメント）
- IDOL FILE Vol.26  Vintage Fashion（シンコーミュージックエンタテイメント）
- ランニングマガジンcouurir No.247 2023年8月号[31] (ベースボールマガジン社)
- ランニングマガジンcouurir No.248 2023年9月号[31] (ベースボールマガジン社)

### 連載
- B.L.T. ニジマスホリック (東京ニュース通信社)
  - 2021年2月号 Vol.4
  - 2021年4月号 Vol.6
  - 2021年7月号 Vol.9
  - 2022年2月号 Vol.16
  - 2022年3月号 Vol.18
  - 2022年9月号 Vol.21 解散前特別編

## web連載
- TV LIFE web「ニジマスのこれ愛してマス」
  - 第4回 [32] 中村果蓮が地元・滋賀のお散歩コースをご紹介[33]
  - 第9回 [34] 中村果蓮がエモい感覚になる飲み物とは[35]
  - 第14回 [36] 中村果蓮が今行きたい場所の共通点とは[37]
  - 第19回 [38] 中村果蓮が子供心に戻れる飲み物をご紹介[39]
  - 第24回 [40] 中村果蓮が体型維持の秘訣を明かす[41]
  - 第29回 [42] 中村果蓮が体調に合わせて毎日飲んでいるものは[43]